# Hoggo-Samboel
Ne doit pas être confondu avec Hogga.
Hoggo-Samboel est une localité située dans le département de Dori de la province du Séno dans région Sahel au Burkina Faso.